# Soligalič
Soligalič (rusky Солигалич) je město v Kostromské oblasti v Ruské federaci. Při sčítání lidu v roce 2010 měl 6438 obyvatel.

## Poloha
Soligalič leží na řece Kostromě, levém přítoku Volhy. Od Kostromy, správního střediska celé oblasti, je vzdálen zhruba 220 kilometrů na severovýchod.